# ミハイル・プリャエフ
ミハイル・プリャエフ（Mikhail Pulyaev 1987年6月22日 - ）は、ロシアのモスクワ出身の柔道選手。階級は66kg級。身長166cm。

## 人物
2010年の世界団体では3位になった。その後も国際大会で一定の活躍をするものの、2012年ロンドンオリンピックには出場できなかった。2013年の世界選手権66kg級では5位だった。2014年にはグランドスラム・パリで優勝すると、ヨーロッパ選手権では3位になった。地元ロシアで開催された世界選手権では準決勝で日本の高市賢悟を技ありで破るが、決勝で日本の海老沼匡に内股で敗れたものの2位になった。2015年の世界選手権では決勝で韓国のアン・バウルと対戦しGSに入ってから反則負けを喫して2大会連続で2位に終わった。2016年4月にタス通信はプリャエフの他に、デニス・ヤルツェフ、ナタリア・コンドラチェワ、エカテリーナ・バルコワといったロシアの柔道選手が禁止薬物のメルドニウムに陽性反応を示したと報じた。なお、ロシアの柔道連盟はこの件に関するコメントを拒否している。しかしながらこの件にもかかわらず、5月にはグランドスラム・バクーに出場を果たすと優勝を飾った。リオデジャネイロオリンピックでは初戦でカナダの選手と対戦して敗れた。2017年の世界選手権では準決勝で世界ランキング1位であるイスラエルのタル・フリッカーを技ありで破るも、決勝では日本の阿部一二三に袖釣込腰で敗れて3大会連続銀メダルに終わった。

## 主な戦績
- 2007年 - イギリス国際　3位
- 2008年 - グルジア国際　3位
- 2009年 - グランドスラム・パリ　5位
- 2010年 - ワールドカップ・マドリード　3位
- 2010年 - グランプリ・ロッテルダム　優勝
- 2010年 - 世界団体　3位
- 2011年 - ワールドカップ・トビリシ　3位
- 2011年 - グランプリ・デュッセルドルフ　3位
- 2011年 - グランプリ・バクー　3位
- 2011年 - ユニバーシアード　5位
- 2012年 - グランプリ・バクー　2位
- 2012年 - グランドスラム・モスクワ　5位
- 2012年 - グランドスラム・東京　3位
- 2013年 - 世界選手権　5位
- 2013年 - グランプリ・アブダビ　優勝
- 2014年 - グランドスラム・パリ　優勝
- 2014年 - ヨーロッパ選手権　3位
- 2014年 - グランプリ・ハバナ　優勝
- 2014年 - 世界選手権　2位
- 2014年 - 世界団体 2位
- 2014年 -　グランドスラム・東京　3位
- 2015年 - パンナムオープン・サンティアゴ　優勝
- 2015年 - パンナムオープン・モンテビデオ　優勝
- 2015年 - ヨーロッパ競技大会　個人戦　3位　団体戦　3位
- 2015年 - 世界選手権 2位
- 2015年 -　グランプリ・チェジュ　優勝
- 2016年 - グランプリ・デュッセルドルフ　3位
- 2016年 -　グランドスラム・バクー　優勝
- 2016年 -　グランドスラム・東京　3位
- 2017年 -　世界選手権　2位
- 2018年 -　グランプリ・フフホト　2位
- 2018年 -　グランプリ・カンクン　2位
- 2019年 -　グランプリ・アンタルヤ　2位
- 2019年 - グランプリ・ブダペスト　3位
- 2021年 -　グランドスラム・トビリシ　3位

(出典、JudoInside.com)